# Liste von Mondo-Filmen
Die Liste der Mondo-Filme umfasst Filme, die sich dem Genre der Mondo-Filme zuordnen lassen. Dazu gehören auch die sogenannten Death-Filme, die mit dem Vorreiter Gesichter des Todes (1978) begannen und die reale oder fiktive Tötungen aneinanderreihen.

## Genrebegriff
Mondo (italienisch für „Welt“) bezeichnet ein Filmgenre, dessen Filme im pseudodokumentarischen Stil Sitten und Gebräuche von Menschen aus aller Welt und scheinbar authentische Darstellungen von Sexualität und Gewalt zeigen. Oft wurden diese jedoch im Studio nachgestellt. Die Filme sollten anklagend und aufrüttelnd wirken und dienten im Ursprung einer Zivilisationskritik. Der erste bekannte Vertreter des Genres ist der Film Mondo Cane (1962) von Gualtiero Jacopetti und Paolo Cavara, der dem Genre auch seinen Namen gab. Gelegentlich wird das Genre auch als Shockumentary geführt.
Im Laufe der Zeit fiel der zivilisationskritische Ansatz zugunsten des Schockfaktors zurück. So entstanden Filme wie Gesichter des Todes, die meist eine Aneinanderreihung von Kriegsaufnahmen, Exekutionen und Morden umfassten.
Verbindungen zu anderen Genres sind Exploitationfilme, die jedoch zumeist eine Handlung aufweisen, sowie der Mythos des Snuff-Films, da einige Darstellungen in den Mondofilmen reale Tötungen zeigen.

## Vorläufer
Erste Filme, die man als Vorläufer des Mondo-Genres sehen kann, entstanden ab den 1920ern. Gemein ist den Vorläufern ein dokumentarischer oder aufklärerischer Anspruch, bei denen die Bilder jedoch Schockszenen zeigen. Filme mit Spielfilmhandlung, die zum Beispiel in der Internet Mondo Movie Database, auf der die Liste basiert, aufgeführt wurden, werden hier nicht genannt.
| Deutscher Titel                | Originaltitel              | Jahr | Land               | Regisseur                  | Thema | EN          |
| ------------------------------ | -------------------------- | ---- | ------------------ | -------------------------- | --- | ----------- |
| Hexen                          | Häxan                      | 1922 | Schweden           | Benjamin Christensen       | Dokumentation über die Hexenverfolgung. | [ 5 ] [ 6 ] |
| Moana                          | Moana                      | 1926 | Vereinigte Staaten | Robert J. Flaherty         | Gebräuche und Riten auf der Pazifikinsel Savaiʻi |             |
| Ingagi – Der Herr der Wildnis  | Ingagi                     | 1930 | Vereinigte Staaten | William S. Campbell        | Pseudodokmentation über Gorillas, die menschliche Frauen als Sexsklavinnen halten.                                                                            | [ 7 ]       |
| Sinister Harvest               | Sinister Harvest           | 1930 | Vereinigte Staaten | Dwain Esper                | 9-minütiger Kurzfilm über Opiumsüchtige in Ägypten. | [ 8 ]       |
| Gow the Killer                 | Gow the Killer             | 1931 | Vereinigte Staaten | Edward A. Salisbury        | Angebliche Aufnahmen von Eingeborenen der Pazifikinseln. | [ 9 ]       |
| Lash of the Penitentes         | Lash of the Penitentes     | 1936 | Vereinigte Staaten | Roland Price, Harry Revier | Praktiken der Confraternities of Penitents (katholische Flagellanten-Bewegung).                                                                               |             |
| Sex Madness                    | Sex Madness                | 1938 | Vereinigte Staaten | Dwain Esper                | Aufklärungsfilm über Geschlechtskrankheiten |             |
| Falsche Scham                  | Mom and Dad                | 1945 | Vereinigte Staaten | William Beaudine           | Aufklärungsfilm über Geburten sowie Geschlechtskrankheiten.                                                                                                   |             |
|                                | Test Tube Babies           | 1948 | Vereinigte Staaten | W. Merle Connell           | Aufklärungsfilm über Methoden der künstlichen Befruchtung. |             |
| Das Blut der Tiere             | Le sang des bêtes          | 1949 | Frankreich         | Georges Franju             | Szenen aus dem Schlachthof werden Landschaftsmalereien gegenübergestellt.                                                                                     |             |
| Savage Africa                  | Congolaise                 | 1950 | Frankreich         | Jacques Dupont             | Afrika-Expedition, organisiert von Frankreich und dem Musée de l’Homme.                                                                                       |             |
|                                | Wild Rapture               | 1950 | Frankreich         | Jacques Dupont             | Verschiedene Rituale der Pygmäen. |             |
| Das grüne Geheimnis            | Magia verde                | 1953 | Italien            | Gian Gaspare Napolitano    | 12.000 Kilometer lange Expedition durch den Urwald von Brasilien.                                                                                             | [ 10 ]      |
|                                | 10 anni della nostra vita  | 1953 | Italien            | Romolo Marcellini          | 10 Jahre italienische Geschichte, zusammen geschnitten aus Nachrichtensendungen.                                                                              |             |
|                                | Eva nera                   | 1954 | Italien            | Giuliano Tomei             | Italienische Kolonien in Afrika werden in drei Episoden vorgestellt.                                                                                          | [ 11 ]      |
|                                | Karamoja                   | 1954 | Vereinigte Staaten | William B. Treutle         | Afrikanisches Wildleben und Bräuche. |             |
| Der verlorene Kontinent        | Continente perduto         | 1955 | Italien            | Enrico Gras, Giorgio Moser | Südostasien inklusive Borneo |             |
| Auf der Spur der weißen Götter | L'impero del sole          | 1956 | Italien            | Enrico Gras                | Peru | [ 12 ]      |
|                                | Mau-Mau                    | 1955 | Vereinigte Staaten | Elwood Price               | Afrikanischer Widerstand gegen die britischen Kolonien in Ostafrika.                                                                                          |             |
|                                | Cannibal Island            | 1956 | Vereinigte Staaten |                            | Filmmaterial, das aus Gow the Killer zusammen geschnitten wurde.                                                                                              | [ 13 ]      |
|                                | Naked Africa               | 1957 | Vereinigte Staaten | Ray Phoenix, Cedric Worth  | Stamm der Xhosa. |             |
| Wundervolle bunte Welt         | Questo nostro mondo        | 1957 | Italien            | Ugo Lazzarini, Eros Macchi | Afrika, Südamerika und Asien. |             |
| Die größte Schau der Nacht     | Europa di notte            | 1959 | Italien/Frankreich | Alessandro Blasetti        | Das Nachtleben in Rom, Paris, London, Madrid, Wien und Brüssel.                                                                                               | [ 14 ]      |
| Liebesbräuche ferner Völker    | The Mating Urge            | 1959 | Vereinigte Staaten | Richard F. Morean          | Balzrituale sogenannter exotischer Völker aus Afrika, Asien und der Südsee.                                                                                   | [ 15 ]      |
| Signal 30                      | Signal 30                  | 1959 | Vereinigte Staaten | Richard Wayman             | Autounfälle, Aufklärungsfilm der Highway Safety Foundation, Teile des Films wurden später in Death Scenes (1992) und Traces of Death (1993) erneut verwendet. |             |
| Die Welt bei Nacht             | Il mondo di notte          | 1960 | Italien            | Luigi Vanzi                | Das Nachtleben auf der ganzen Welt. | [ 18 ]      |
| Attraktionen aus aller Welt    | Il mondo di notte numero 2 | 1961 | Italien            | Gianni Proia               | Das Nachtleben auf der ganzen Welt. Fortsetzung von Die Welt bei Nacht.                                                                                       |             |

## Mondo-Cane-Serien

### Originale Serie
Die Originale Serie Mondo Cane wurde ab 1962 umgesetzt. Sie bestand aus fünf Filmen, die von Gualtiero Jacopetti, Paolo Cavara, und Franco Prosperi realisiert wurden. Nachdem diese Filme sehr erfolgreich waren, wurden weitere Filme im gleichen Stil veröffentlicht. Neben den Serien entstanden weitere unter dem gleichen oder ähnlichen Titeln.
| Deutscher Titel         | Originaltitel      | Jahr | Land    | Regie                                                 | Thema | EN     |
| ----------------------- | ------------------ | ---- | ------- | ----------------------------------------------------- | --- | ------ |
| Mondo Cane              | Mondo Cane         | 1962 | Italien | Gualtiero Jacopetti, Paolo Cavara, Franco E. Prosperi | Schockszenen aus aller Welt |        |
| Alle Frauen dieser Welt | La donna nel mondo | 1963 | Italien | Gualtiero Jacopetti, Paolo Cavara, Franco E. Prosperi | Wie Mondo Cane, nur wurde hier ein Augenmerk auf die Frauen der Welt gelegt. Einige der bizarren Szenen stammen aus Outtakes des ersten Teils. | [ 19 ] |
| Mondo Cane 2            | Mondo Cane 2       | 1963 | Italien | Gualtiero Jacopetti Franco Prosperi                   | Offizielles Sequel zum ersten Teil. |        |
| Africa Addio            | Africa Addio       | 1966 | Italien | Gualtiero Jacopetti Franco Prosperi                   | Szenen aus der Phase der Dekolonisation in Ostafrika.                                                                                          |        |
| Addio, Onkel Tom!       | Addio Zio Tom      | 1971 | Italien | Gualtiero Jacopetti Franco Prosperi                   | Sklaverei in den Vereinigten Staaten. |        |

Von Jacopetti und Prosperi existiert auch Mondo Candido (1975). Dieser ist trotz des Namens kein Mondo-Film, sondern eine schwarze Komödie die auf Voltaires Candide oder der Optimismus beruht. Der Name war ein Wunsch des Studios, um von dem Erfolg der Mondofilme zu profitieren.
In den 1980er Jahren entstanden unter der Regie von Stelvio Massi (a.k.a. Max Steele) zwei Spinoffs, die als Mondo Cane 3 und Mondo Cane 4 vermarktet wurden.
| Deutscher Titel     | Originaltitel                       | Jahr | Land    | Regie         | Thema | EN     |
| ------------------- | ----------------------------------- | ---- | ------- | ------------- | --- | ------ |
| Mondo Cane Teil III | Mondo cane oggi – l'orrore continua | 1986 | Italien | Stelvio Massi | Ähnlich wie bei den ersten Filmen werden möglichst schockierende Szenen aus der ganzen Welt zusammen getragen. | [ 22 ] |
|                     | Mondo cane 2000 – L'incredibile     | 1988 | Italien | Stelvio Massi | Ähnlich wie bei den ersten Filmen werden möglichst schockierende Szenen aus der ganzen Welt zusammen getragen. |        |

### Angelo und Alfredo Castiglioni
1969 begannen die Brüder Angelo und Alfredo Castiglioni ihre eigenen Mondofilme zu drehen. Bis in die 1980er entstanden insgesamt fünf dieser Filme, die sich vorwiegend auf Afrika bezogen.
| Deutscher Titel                          | Originaltitel            | Jahr | Land    | Regie                                  | Thema                                                                             | EN |
| ---------------------------------------- | ------------------------ | ---- | ------- | -------------------------------------- | --------------------------------------------------------------------------------- | -- |
| Grausames Afrika                         | Africa Segreta           | 1969 | Italien | Angelo Castiglioni Alfredo Castiglioni | Alle vier Filme konzentrieren sich auf bizarre und ungewöhnliche Riten in Afrika. |    |
| Africa Ama                               | Africa Ama               | 1971 | Italien | Angelo Castiglioni Alfredo Castiglioni | Alternativtitel: Das ist Afrika                                                   |    |
| Magia Nuda                               | Magia Nuda               | 1975 | Italien | Angelo Castiglioni Alfredo Castiglioni | Alternativtitel: Mondo Magic / Shocking Cannibals                                 |    |
| Cannibalo Brutalo                        | Addio Ultimo Uomo        | 1978 | Italien | Angelo Castiglioni Alfredo Castiglioni | Alternativtitel: Savage – Der letzte Warrior                                      |    |
| Faces of Pain – Gesichter des Schreckens | Africa Dolce e Selvaggia | 1982 | Italien | Angelo Castiglioni Alfredo Castiglioni |                                                                                   |    |

### Savage-Trilogie
Antonio Climati, der Kameramann von Prosperi und Jacopetti bei zahlreichen ihrer Mondo-Filme, drehte mit Mario Morra ab 1974 selbst drei Filme, die als Savage Trilogy („Wilden-Trilogie“) bekannt wurden. Prosperi produzierte die Filme. Climati und Morra waren bekannt dafür, einige der Szenen zu inszenieren.
| Deutscher Titel                                   | Originaltitel             | Jahr | Land    | Regie                        | Thema | EN     |
| ------------------------------------------------- | ------------------------- | ---- | ------- | ---------------------------- | --- | ------ |
| Mondo Bestiale – Der letzte Schrei des Dschungels | Ultime grida dalla savana | 1975 | Italien | Antonio Climati, Mario Morra | Der Film konzentriert sich vor allem auf Jagdszenen und erinnert zum Teil an eine Tierdokumentation, allerdings mit einigen Schockszenen. | [ 24 ] |
| Mondo Diavolo                                     | Savana violenta           | 1976 | Italien |                              | Wie der Vorgänger beinhaltet der Film vor allem Jagdszenen.                                                                               |        |
| Off Limits – Verboten                             | Dolce e selvaggio         | 1983 | Italien |                              | auch bekannt als Sweet and Savage | [ 25 ] |

### Shocking Asia
Dreiteilige Reihe über Sexualität und Perversion im asiatischen Raum.
| Deutscher Titel                     | Originaltitel                       | Jahr | Land                  | Regie             | Thema                                                    | EN |
| ----------------------------------- | ----------------------------------- | ---- | --------------------- | ----------------- | -------------------------------------------------------- | -- |
| Shocking Asia                       | Shocking Asia                       | 1975 | Deutschland, Hongkong | Rolf Olsen        | Sexualität und Perversion im asiatischen Raum.           |    |
| Shocking Asia 2 – Die letzten Tabus | Shocking Asia 2 – Die letzten Tabus | 1976 | Deutschland, Hongkong | Rolf Olsen        | Sexualität und Perversion im asiatischen Raum.           |    |
| Shocking Asia III                   | Shocking Asia III: After Dark       | 1995 | Hongkong              | Takafumi Nagamine | Nachzügler der ersten beiden Teile von anderem Regisseur |    |

### Das ist Amerika
Dreiteilige Serie über Perversionen in Amerika.
| Deutscher Titel         | Originaltitel          | Jahr | Land               | Regie            | Thema                                                | EN |
| ----------------------- | ---------------------- | ---- | ------------------ | ---------------- | ---------------------------------------------------- | -- |
| Das ist Amerika         | This Is America        | 1975 | Vereinigte Staaten | Romano Vanderbes | Sexualität und Perversion im US-amerikanischen Raum. |    |
| Das ist Amerika 2. Teil | This Is America Part 2 | 1980 | Vereinigte Staaten | Romano Vanderbes | Sexualität und Perversion im US-amerikanischen Raum. |    |
| Das ist Amerika 3. Teil | America Exposed        | 1991 | Vereinigte Staaten | Romano Vanderbes | Sexualität und Perversion im US-amerikanischen Raum. |    |

### Weitere Vertreter
| Deutscher Titel                                     | Originaltitel                             | Jahr | Land               | Regisseur                           | Thema | EN     |  |
| --------------------------------------------------- | ----------------------------------------- | ---- | ------------------ | ----------------------------------- | --- | ------ |  |
| Nackt und ohne Hüllen                               | Mondo nudo                                | 1963 | Italien            | Francesco De Feo                    | Aufnahmen von Nacktstränden. |        |  |
| Die Tabus der Welt                                  | I Tabù                                    | 1963 | Italien            | Romolo Marcellini                   | Im Stil von Mondo Cane gedreht, Aufnahmen aus der ganzen Welt. Die amerikanische Moderation übernahm Vincent Price.                                 | [ 26 ] |  |
| Mondo di Notte –- Welt ohne Scham                   | Il mondo di notte numero 3                | 1963 | Italien            | Gianni Proia                        | Eigentlich die zweite Fortsetzung von Die Welt bei Nacht, jedoch nun im Stil von Mondo Cane gedreht.                                                |        |  |
| Mondo Inferno – Alle Sünden dieser Welt             | Il Pelo nel mondo                         | 1964 | Italien            | Antonio Margheriti, Marco Vicario   | Im Stil von Mondo Cane. Sprecher ist in der amerikanischen Version John Hart.                                                                       | [ 27 ] |  |
|                                                     | Kwaheri: Vanishing Africa                 | 1964 | Vereinigte Staaten | Thor L. Brooks, Byron Chudnow       | Filmdokumentation über eine angebliche Expedition durch Afrika.                                                                                     | [ 28 ] |  |
| Malamondo                                           | I Malamondo                               | 1964 | Italien            | Paolo Cavara                        | Seltsame Rituale und Praktiken in Europa. |        |  |
| Sklaven heute – Geschäft ohne Gnade                 | Schiave Esistono Ancora                   | 1964 | Frankreich/Italien | Maleno Malenotti, Roberto Malenotti | Sklavenhandel heute in Arabien und Afrika. |        |  |
| Mondo Balordo                                       | Mondo Balordo                             | 1964 | Italien            | Roberto Bianchi Montero             | Im Stil von Mondo Cane gedreht, Aufnahmen aus der ganzen Welt. Sprecher ist Boris Karloff.                                                          |        |  |
| Primitive Liebe                                     | L'amore primitivo                         | 1964 | Italien            | Luigi Scattini                      | Eine typische Sexkomödie mit Jayne Mansfield wird um Mondo-Szenen ergänzt.                                                                          |        |  |
| Mondo Topless                                       | Mondo Topless                             | 1966 | Vereinigte Staaten | Russ Meyer                          | Russ-Meyer-Film im Mondo-Stil mit diversen Stripszenen.                                                                                             |        |  |
| Mondo Sexuality                                     | Mondo Freudo                              | 1966 | Vereinigte Staaten | Lee Frost                           | Sexpraktiken und Rituale, angeblich mit versteckter Kamera gefilmt.                                                                                 |        |  |
| Mondo Bizarro                                       | Mondo Bizaro                              | 1966 | Vereinigte Staaten | Lee Frost                           | Gleiches Konzept wie Mondo Sexuality. |        |  |
| Mondo Hollywood                                     | Mondo Hollywood                           | 1967 | Vereinigte Staaten | Robert Carl Cohen                   | Dokumentation über die Abgründe in Hollywood Mitte der 1960er.                                                                                      |        |  |
| Schweden – Hölle oder Paradies?                     | Svezia, inferno e paradiso                | 1968 | Italien            | Luigi Scattini                      | Sexualität in Schweden. | [ 29 ] |  |
| Die andere Seite der Sünde                          | L'Altra faccia del peccato                | 1969 | Italien            | Marcello Avallone                   | Sexualität auf der ganzen Welt. |        |  |
| Mondo Sex                                           | Mille peccati... nessuna virtù            | 1969 | Italien            | Sergio Martino                      | Prostitution und Pornografie in Europa. | [ 11 ] |  |
| Naked England                                       | Inghilterra nuda                          | 1969 | Italien            | Vittorio De Sisti                   | Prostitution und Pornografie in England. |        |  |
| Naked and Violent                                   | America così nuda, così violenta          | 1970 | Italien            | Sergio Martino                      | Sex und Gewalt in den Vereinigten Staaten. |        |  |
| Mondo perverso - Diese wundervolle und kaputte Welt | Questo sporco mondo meraviglioso          | 1971 | Italien            | Mino Loy, Luigi Scattini            | Sex, Variete und Szenen aus der Medizin (Herzoperation, durch Contergan geschädigte Kinder)                                                         |        |  |
| Emanuelle – Sinnlichkeit hat tausend Namen          | Notti porno nel mondo                     | 1977 | Italien            | Bruno Mattei, Joe D'Amato           | Von Laura Gemser moderierter Mondo-Film. Auch bekannt als Emmanuelles Sexnächte.                                                                    |        |  |
| Alle Perversionen dieser Welt                       | Emanuelle e le porno notti nel mondo n. 2 | 1978 | Italien            | Bruno Mattei                        | Von Laura Gemser moderierter Mondo-Film. | [ 12 ] |  |
| Cannibal Americana – Die Grausamen und die Wilden   | Brutes and Savages                        | 1977 | Vereinigte Staaten | Arthur Davies, Wiliam Shelton       | Angebliche Expedition nach Südamerika. |        |  |
| Mr. Mike's Mondo Video                              | Mr. Mike's Mondo Video                    | 1979 | Vereinigte Staaten | Michael O’Donoghue                  | Komödie mit Dan Aykroyd und Bill Murray, der sich über Mondo-Filme lustig macht.                                                                    | [ 30 ] |  |
| Nackt und zerfleischt                               | Cannibal Holocaust                        | 1980 | Italien            | Ruggero Deodato                     | Im Mondostil abgedrehter Kannibalenfilm inklusive des fiktiven Films „The Last Road to Hell“.                                                       |        |  |
| Mondo New York                                      | Mondo New York                            | 1988 | Vereinigte Staaten | Harvey Keith                        | Eine junge Frau entdeckt den sogenannten „Underground“ in New York City inklusive Voodoozeremonie, einen S&M-Club und einer Prostituierten-Auktion. |        |  |
| Mondo Delirium                                      | Mondo Delirium                            | 2011 | Italien            | Flavio Sciolè                       | Rituale und Experimental. |        |  |

## Gesichter des Todes und Epigonen

### Gesichter des Todes
Mit dem 1978 gedrehten Gesichter des Todes wurde ein neuer Mondo-Stil popularisiert, der ausschließlich auf Schock-Momente setzte. Diese sogenannten „Death“-Filme kompilierten brutale Tötungsszenen, Autounfälle und Exekutionen, die in aller Deutlichkeit gezeigt wurden. Einige der Szenen wurden allerdings inszeniert.
| Deutscher Titel                        | Originaltitel                    | Jahr | Land               | Regie                                             | Thema | EN     |
| -------------------------------------- | -------------------------------- | ---- | ------------------ | ------------------------------------------------- | --- | ------ |
| Gesichter des Todes                    | Faces of Death                   | 1978 | Vereinigte Staaten | John Alan Schwartz                                | Unfälle, Morde, Suizide und Tode aller Art. Kommentiert werden die Szenen, wie bei den beiden Folgetiteln, durch Dr. Francis Gross (Schauspieler Michael Carr).                      |        |
| Gesichter des Todes II                 | Faces of Death II                | 1981 | Vereinigte Staaten | John Alan Schwartz                                | Vor allem Autounfälle. |        |
| Gesichter des Todes III                | Faces of Death III               | 1985 | Vereinigte Staaten | John Alan Schwartz                                | Unfälle, Morde, Suizide und Tode aller Art. |        |
| The Worst of Faces of Death            | The Worst of Faces of Death      | 1987 |                    |                                                   | Einstündige Kompilation aus den vorangegangenen Teilen. In Deutschland als Bonusfilm von The Best of Gesichter des Todes II erschienen.                                              | [ 31 ] |
| Gesichter des Todes IV                 | Faces of Death IV                | 1990 |                    | John Alan Schwarz, Kaoru Adachi, Andrew Theopolis | Als neuer Kommentator für Dr. Louis Flellis durch die, diesmal von drei Regisseuren inszenierten beziehungsweise kompilierten Todes-Szenen.                                          |        |
| The Best of Gesichter des Todes        |                                  | 1992 | Deutschland        |                                                   | In Deutschland erschienener Zusammenschnitt der ersten drei Teile. Wurde am 18. Juni 1993 vom Amtsgericht Wiesbaden beschlagnahmt. Dieser Beschlagnahmebeschluss ist heute verjährt. | [ 32 ] |
| The Best of Gesichter des Todes Vol. 2 |                                  | 1992 | Deutschland        |                                                   | In Deutschland erschienener Zusammenschnitt der ersten drei Teile. |        |
|                                        | Faces of Death V                 | 1995 |                    | John Alan Schwartz                                | Zusammenschnitt aus den vorangegangenen Teilen. |        |
|                                        | Faces of Death VI                | 1996 |                    | John Alan Schwartz                                | Zusammenschnitt aus den vorangegangenen Teilen. |        |
|                                        | Faces of Death: Fact or Fiction? | 1999 |                    | John Alan Schwartz                                | Eine Art Kurzdokumentation. In Deutschland als Bonusfilm des ersten Teils enthalten auf einigen DVD-Veröffentlichungen erschienen.                                                   | [ 33 ] |

### Uwe Schier
Uwe Schier sicherte sich die Namensrechte an Mondo Cane und Faces of Death und veröffentlichte selbst Einträge zu den Filmreihen, die jedoch zum größten Teil einen Zusammenschnitt aus anderen Mondo-Filmen darstellten. Faces of Death 5 besteht überwiegend aus Szenen aus Death Scenes; Faces of Death 6 besteht aus Days of Fury und Mondo Cane IV  besteht aus Szenen aus Death Scenes und Death Faces IV.
| Deutscher Titel    | Originaltitel      | Jahr | Land        | Regie                                                          | Thema                                                               | EN     |
| ------------------ | ------------------ | ---- | ----------- | -------------------------------------------------------------- | ------------------------------------------------------------------- | ------ |
| Mondo Cane Teil IV | Mondo Cane Teil IV | 1992 | Deutschland | Countess Victoria, Nick Bourgas, Wesley Emerson, Stelvio Massi | Besteht aus diversen Filmszenen anderer Mondo-Filme.                | [ 35 ] |
| Mondo Cane Teil V  | Mondo Cane Teil V  | 1993 | Deutschland |                                                                | Besteht aus diversen Filmszenen anderer Mondo-Filme.                |        |
| Faces of Death 5   | Faces of Death 5   | 1989 | Deutschland | Uwe Schier                                                     | Besteht hauptsächlich aus einzelnen Szenen von Death Scenes (1989). | [ 23 ] |
| Faces of Death 6   | Faces of Death 6   | 1990 | Deutschland | Uwe Schier                                                     | Besteht hauptsächlich aus einzelnen Szenen von Days of Fury (1989). |        |

### Banned-Serien
Beide Serien stehen bis auf die Machart in keinem Zusammenhang. Es handelt sich um eine Aneinanderreihung von Nachrichtenbeiträgen, Amateuraufnahmen und Archivmaterial der Polizei. Sie wurden in den Vereinigten Staaten auf Video veröffentlicht.
| Deutscher Titel | Originaltitel              | Jahr | Land               | Regie | Thema | EN     |
| --------------- | -------------------------- | ---- | ------------------ | ----- | --- | ------ |
|                 | Banned from Television     | 1998 | Vereinigte Staaten |       | Schockierende Szenen, die laut Titel nicht im Fernsehen gezeigt werden durften. Besteht vorwiegend aus Nachrichtenausschnitten, Amateur- und Polizeiaufnahmen. | [ 36 ] |
|                 | Banned from Television II  | 1998 | Vereinigte Staaten |       | Schockierende Szenen, die laut Titel nicht im Fernsehen gezeigt werden durften. Besteht vorwiegend aus Nachrichtenausschnitten, Amateur- und Polizeiaufnahmen. |        |
|                 | Banned from Television III | 1998 | Vereinigte Staaten |       | Schockierende Szenen, die laut Titel nicht im Fernsehen gezeigt werden durften. Besteht vorwiegend aus Nachrichtenausschnitten, Amateur- und Polizeiaufnahmen. |        |

| Deutscher Titel | Originaltitel                           | Jahr | Land               | Regie  | Thema | EN     |
| --------------- | --------------------------------------- | ---- | ------------------ | ------ | --- | ------ |
|                 | Banned! in America                      | 1998 | Vereinigte Staaten |        | Schockierende Szenen, die laut Titel nicht in den Vereinigten Staaten gezeigt werden durften. Besteht vorwiegend aus Nachrichtenausschnitten, Amateur- und Polizeiaufnahmen. | [ 37 ] |
|                 | Banned! in America II                   | 1999 | Vereinigte Staaten | [ 38 ] | Schockierende Szenen, die laut Titel nicht in den Vereinigten Staaten gezeigt werden durften. Besteht vorwiegend aus Nachrichtenausschnitten, Amateur- und Polizeiaufnahmen. |        |
|                 | Banned! in America III                  | 1999 | Vereinigte Staaten | [ 39 ] | Schockierende Szenen, die laut Titel nicht in den Vereinigten Staaten gezeigt werden durften. Besteht vorwiegend aus Nachrichtenausschnitten, Amateur- und Polizeiaufnahmen. |        |
|                 | Banned! in America IV                   | 1999 | Vereinigte Staaten | [ 40 ] | Schockierende Szenen, die laut Titel nicht in den Vereinigten Staaten gezeigt werden durften. Besteht vorwiegend aus Nachrichtenausschnitten, Amateur- und Polizeiaufnahmen. |        |
|                 | Banned! in America V: The Final Chapter | 2000 | Vereinigte Staaten | [ 41 ] | Schockierende Szenen, die laut Titel nicht in den Vereinigten Staaten gezeigt werden durften. Besteht vorwiegend aus Nachrichtenausschnitten, Amateur- und Polizeiaufnahmen. |        |
|                 | Banned in America VI                    | 2003 | Vereinigte Staaten | [ 42 ] | Schockierende Szenen, die laut Titel nicht in den Vereinigten Staaten gezeigt werden durften. Besteht vorwiegend aus Nachrichtenausschnitten, Amateur- und Polizeiaufnahmen. |        |

### Traces of Death
Traces of Death ist nach Gesichter des Todes die bekannteste und langlebigste Reihe der Death-Filme. Im Gegensatz zu seinem Vorbild verzichtet die Reihe auf eine Kommentierung und reiht einfach verschiedene Szenen aneinander.
| Deutscher Titel | Originaltitel                     | Jahr | Land               | Regie | Thema | EN |
| --------------- | --------------------------------- | ---- | ------------------ | ----- | --- | -- |
|                 | Traces of Death                   | 1993 | Vereinigte Staaten |       | Die Reihe besteht ausschließlich aus einer Aneinanderreihung von Archivmaterial ohne Moderation oder Handlung. |    |
|                 | Traces of Death II                | 1994 | Vereinigte Staaten |       | Die Reihe besteht ausschließlich aus einer Aneinanderreihung von Archivmaterial ohne Moderation oder Handlung. |    |
|                 | Traces of Death III               | 1995 | Vereinigte Staaten |       | Die Reihe besteht ausschließlich aus einer Aneinanderreihung von Archivmaterial ohne Moderation oder Handlung. |    |
|                 | Traces of Death IV: Resurrected   | 1996 | Vereinigte Staaten |       | Die Reihe besteht ausschließlich aus einer Aneinanderreihung von Archivmaterial ohne Moderation oder Handlung. |    |
|                 | Traces of Death V: Back in Action | 2000 | Vereinigte Staaten |       | Die Reihe besteht ausschließlich aus einer Aneinanderreihung von Archivmaterial ohne Moderation oder Handlung. |    |

### Death Scenes
Die Death-Scenes-Reihe entstand um den Satanisten Anton LaVey, der der Sprecher des ersten Teils war. Von der Machart ähnlich der Gesichter des Todes-Reihe und in Deutschland als Teil dieser vermarktet.
| Deutscher Titel          | Originaltitel  | Jahr | Land               | Regie        | Thema | EN |
| ------------------------ | -------------- | ---- | ------------------ | ------------ | --- | -- |
| Death Scenes             | Death Scenes   | 1989 | Vereinigte Staaten | Nick Bourgas | Typischer Death-Film mit Anton LaVey als Sprecher.                                                                        |    |
| Faces of Death           | Death Scenes 2 | 1992 | Vereinigte Staaten | Nick Bourgas | Handelt von den Schrecken des Krieges sowie Murder Inc. In Deutschland als Teil der Gesichter des Todes-Reihe vermarktet. |    |
| Gesichter des Todes VIII | Death Scenes 3 | 1992 |                    |              | Typischer Death-Film. Im deutschsprachigen Raum als 8. Teil der Gesichter des Todes-Reihe vermarktet.                     |    |

### Faces of Gore
Der US-amerikanische Independent-Filmemacher Todd Tjersland veröffentlichte mit Faces of Gore seine eigene Reihe zum Thema. Der erste Teil wurde in Deutschland beschlagnahmt.
| Deutscher Titel | Originaltitel         | Jahr | Land               | Regie          | Thema | EN |
| --------------- | --------------------- | ---- | ------------------ | -------------- | --- | -- |
| Faces of Gore   | Faces of Gore         | 1999 | Vereinigte Staaten | Todd Tjersland | Autounfälle, Selbstmorde und Morde. Kommentiert werden die Szenen, wie bei den beiden Folgetiteln, durch Dr. Vincent van Gore (Schauspieler Steve Sheppard). In Deutschland beschlagnahmt. |    |
| Faces of Gore 2 | Faces of Gore 2       | 2000 | Vereinigte Staaten | Todd Tjersland | Der zweite Teil erschien in Deutschland zusammen mit einem „Best-of“ aus dem ersten Teil (die nicht beanstandeten Szenen des ersten Teils).                                                |    |
|                 | Faces of Gore 3       | 2000 | Vereinigte Staaten | Todd Tjersland | In Deutschland nicht erschienen. |    |
|                 | Best of Faces of Gore | 2000 | Vereinigte Staaten | Todd Tjersland | Zusammenschnitt aus den drei Filmen mit Kommentar von Regisseur Todd Tjersland. |    |

### Weitere Death-Filme
| Deutscher Titel         | Originaltitel            | Jahr | Land                            | Regisseur                                      | Thema | EN |
| ----------------------- | ------------------------ | ---- | ------------------------------- | ---------------------------------------------- | --- | -- |
| Die großen Katastrophen | Days of Fury             | 1980 | Niederlande, Vereinigte Staaten | Fred Warshofsky                                | Zusammenschnitt von diversen Naturkatastrophen und Unfällen. Sprecher war Vincent Price.                        |    |
| Of Death                | Des morts                | 1979 | Frankreich                      | Jean-Pol Ferbus, Dominique Garny, Thierry Zéno | Französischer Vertreter des Genres.                                                                             |    |
| Great White Death       | Great White Death        | 1981 | Vereinigte Staaten              | Jean-Patrick Lebel                             | Zusammenschnitt von Hai-Attacken. Sprecher war Glenn Ford.                                                      |    |
| Killing of America      | Killing of America       | 1982 | Vereinigte Staaten, Japan       | Sheldon Renan, Leonard Schrader                | Death-Film, der sich auf Taten von Attentätern und Serienmördern konzentriert.                                  |    |
| True Gore               | True Gore                | 1987 | Vereinigte Staaten              | M. Dixon Causey                                | Verbindet Todesszenen mit Videokunst.                                                                           |    |
| Empire of Madness       | Empire of Madness        | 1989 | Vereinigte Staaten              | M. Dixon Causey                                | Zweiter Teil von True Gore.                                                                                     |    |
|                         | Murder Collection Vol. 1 | 2009 | Vereinigte Staaten              | Fred Vogel                                     | Horror-Anthologie, die von der Machart her an die Death-Filme erinnern soll, aber nur gestellte Szenen enthält. |    |
| Mondo Siam              | Mondo Siam               | 2020 | Deutschland                     | René Wiesner                                   | Death-Film, der in Südostasien gedreht wurde. Hauptsächlich Leichenfotografie ohne Narration.                   |    |